# Naturschutzgebiet Steinkuhle
Das Naturschutzgebiet Steinkuhle mit einer Größe von 8,91 ha liegt westlich Antfeld im Stadtgebiet von Olsberg im Hochsauerlandkreis. Das Gebiet wurde 2004 mit dem Landschaftsplan Olsberg durch den Hochsauerlandkreis als Naturschutzgebiet (NSG) ausgewiesen. Das NSG besteht aus drei Teilflächen. Die südliche und mittlere NSG-Fläche sind seit 2004 eine n des Fauna-Flora-Habitat-Gebietes (FFH) Höhlen und Stollen bei Bestwig und Olsberg (Natura 2000-Nr. DE-4616-304) im Europäischen Schutzgebietssystem nach Natura 2000 dar.

## Gebietsbeschreibung
Beim NSG handelt es sich um die Gelände der früheren Schieferbergwerke Egon I, Egon II und Königsgrube mit ihren Stollen und Rotbuchenwald an der süd- und ost-exponierte Hangzone des bewaldeten Ochsenberges. Großflächig sind Schiefer-Abraumhalden vorhanden. Hier ist ein Vegetationsmosaik aus Pioniervegetation, Trockensäumen, Trockenbrachen und Vorwald 
zu finden, örtlich durchsetzt von Relikten des ursprünglichen Waldes. Im Gebiet liegen aufgelassene Stollenmundlöcher. In der mittleren Teilfläche liegt ein bis 10 m hoher Felsen mit einem großen Stollengewölbe, umgeben von einem Sekundärwald. Der Felskomplex weist eine spezifische Kleinfarnvegetation auf.

## Schutzzweck
Im NSG soll die Stollen und der Wald geschützt werden. Wie bei allen Naturschutzgebieten in Deutschland wurde in der Schutzausweisung darauf hingewiesen, dass das Gebiet „wegen der Seltenheit, besonderen Eigenart und Schönheit des Gebietes“ zum Naturschutzgebiet wurde.

## Tier- und Pflanzenarten im NSG
Im NSG kommen seltene Tier- und Pflanzenarten vor. In den Stollen befinden sich Winterquartiere von Fledermäuse, darunter die Großes Mausohr, Kleine Bartfledermaus und Teichfledermaus. Vom Landesamt für Natur, Umwelt und Verbraucherschutz Nordrhein-Westfalen dokumentierter Tierarten im NSG sind Waldbrettspiel und die Höhlenflohkrebsart Niphargus fontanus. 
Auswahl vom Landesamt dokumentierter Pflanzenarten im Gebiet: Acker-Schmalwand, Aronstab, Breitblättrige Stendelwurz, Braunstieliger Streifenfarn, Breitblättriger Thymian, Bärenschote, Eibenblättriges Spaltzahnmoos, Einblütiges Perlgras, Fieder-Zwenke, Frauenfarn, Frühlings-Fingerkraut, Färber-Ginster, Gewöhnliche Pestwurz, Gewöhnlicher Natternkopf, Geneigtes Spiralzahnmoos, Gemeines Kurzbüchsenmoos, Gewöhnliche Felsen-Fetthenne, Großer Dornfarn, Jakobs-Greiskraut, Kaukasus-Fetthenne, Kleines Habichtskraut, Magerwiesen-Margerite, Maiglöckchen, Mauerraute, Nesselblättrige Glockenblume, Oregano, Quendelblättriges Sandkraut, Quirl-Weißwurz, Rauhaarige Gänsekresse, Ruprechtsfarn, Ruprechtskraut, Sanikel, Schlitzblättriger Storchschnabel, Schmalblättriger Hohlzahn, Seidelbast, Tauben-Skabiose, Trauben-Gamander, Wald-Bingelkraut, Wald-Geissblatt, Wald-Habichtskraut, Wald-Veilchen, Wald-Zwenke, Waldmeister, Welliges Sternmoos, Wiesen-Flockenblume, Zypressenschlafmoos.